# شهر زیبا (فیلم)
شهر زیبا پس از فیلم رقص در غبار دومین فیلم سینمایی اصغر فرهادی محصول سال ۱۳۸۲ است.
شهر زیبا فیلمی اجتماعی با درون مایه‌ای عاشقانه است.

## داستان
در کانون اصلاح و تربیت شهر زیبا نوجوانان زندانی با خواست «اعلا» جمع می‌شوند تا هجدهمین سالروز تولد «اکبر» را جشن بگیرند. اکبر متهم است دو سال پیش دختری را کشته و حالا زمان قصاص اوست و دوستش اعلا بعد از آزادی در تلاش است تا رضایت خانواده مقتول را بگیرد و دوستش را از طناب دار نجات دهد اما او در این جریان ناخواسته عاشق خواهر اکبر می‌شود…

## بازیگران
- فرامرز قریبیان
- ترانه علیدوستی
- بابک انصاری
- آهو خردمند
- فرهاد قائمیان
- هوشنگ هیهاوند
- نسرین نصرتی
- مهران مهام
- آیلار والاپور
- محمد حاج حسینی

## جوایز
| سال  | جشنواره                     | جایزه                                | برای           | نتیجه |
| ---- | --------------------------- | ------------------------------------ | -------------- | ----- |
| ۲۰۰۴ | جشنواره فیلم فجر            | جایزه سیمرغ بلورین – بهترین صدابردار | حسن زاهدی      | برنده |
| ۲۰۰۴ | جشنواره بین‌المللی فیلم هند  | طاووس طلایی                          | اصغر فرهادی    | برنده |
| ۲۰۰۴ | جشنواره بین‌المللی فیلم هند  | جایزه ویژه هیئت داوران               | فرامرز قریبیان | برنده |
| ۲۰۰۴ | جشنواره بین‌المللی فیلم ورشو | جایزه بزرگ                           | اصغر فرهادی    | برنده |
| ۲۰۰۵ | جشنواره فیلم اسپلیت         | جایزهٔ فیپرشی                         | اصغر فرهادی    | برنده |

### بیست و دومین دوره جشنواره فیلم فجر
| قسمت                       | نامزد          | نتیجه    | جایزه        |
| -------------------------- | -------------- | -------- | ------------ |
| بهترین فیلم                | ایرج تقی پور   | نامزدشده |              |
| بهترین کارگردانی           | اصغر فرهادی    | نامزدشده |              |
| بهترین بازیگر نقش اول مرد  | بابک انصاری    | نامزدشده |              |
| بهترین بازیگر نقش اول زن   | ترانه علیدوستی | نامزدشده |              |
| بهترین بازیگر نقش مکمل مرد | فرامرز قریبیان | نامزدشده |              |
| بهترین بازیگر نقش مکمل زن  | آهو خردمند     | نامزدشده |              |
| بهترین فیلمنامه            | اصغر فرهادی    | نامزدشده |              |
| بهترین صدابرداری           | حسن زاهدی      | برنده    | سیمرغ بلورین |
| بهترین طراحی صحنه و لباس   | کیوان مقدم     | نامزدشده |              |
| بهترین فیلمبرداری          | علی لقمانی     | نامزدشده |              |
| بهترین تدوین               | شهرزاد پویا    | نامزدشده |              |

### هشتمین دوره جشن حافظ
| قسمت                     | نامزد          | نتیجه    |
| ------------------------ | -------------- | -------- |
| بهترین بازیگر مرد سینما  | فرامرز قریبیان | نامزدشده |
| بهترین بازیگر زن سینما   | ترانه علیدوستی | نامزدشده |
| بهترین طراحی صحنه و لباس | کیوان مقدم     | نامزدشده |
| بهترین صدابرداری         | حسن زاهدی      | نامزدشده |